# Галичинское сельское поселение
Галичинское се́льское поселе́ние — муниципальное образование в Верховском районе Орловской области Российской Федерации.
Административный центр — посёлок Суровцев.

## История
Статус и границы сельского поселения установлены Законом Орловской области от 19 ноября 2004 года № 446-ОЗ «О статусе, границах и административных центрах муниципальных образований на территории Верховского района Орловской области»

## Население
| 2010  | 2012  | 2013  | 2014  | 2015  | 2016  | 2017  |
| ----- | ----- | ----- | ----- | ----- | ----- | ----- |
| 2558  | ↘2446 | ↘2398 | ↘2382 | ↘2372 | ↘2302 | ↘2293 |
| 2018  | 2019  | 2020  | 2021  | 2023  |       |       |
| ↘2292 | ↘2267 | ↘2254 | ↘2233 | ↘2165 |       |       |

## Состав сельского поселения
| №  | Населённый пункт | Тип населённого пункта          | Население |
| -- | ---------------- | ------------------------------- | --------- |
| 1  | Алексеевка       | деревня                         | 0         |
| 2  | Верховье         | деревня                         | ↘290      |
| 3  | Галичье          | село                            | ↗138      |
| 4  | Грязное          | деревня                         | ↘464      |
| 5  | Дегтярень        | деревня                         | 29        |
| 6  | Дедово           | деревня                         | ↘133      |
| 7  | Дмитриевка       | деревня                         | 13        |
| 8  | Долгое           | деревня                         | ↘629      |
| 9  | Ивановка         | деревня                         | ↘0        |
| 10 | Карповка         | деревня                         | ↘193      |
| 11 | Круглое          | деревня                         | ↘30       |
| 12 | Массали          | деревня                         | 12        |
| 13 | Миллионный       | посёлок                         | 7         |
| 14 | Моховое          | деревня                         | ↘6        |
| 15 | Озёрки           | деревня                         | 0         |
| 16 | Покровская       | деревня                         | 7         |
| 17 | Раевка           | деревня                         | 8         |
| 18 | Семёновка        | деревня                         | 1         |
| 19 | Синковец         | деревня                         | ↘0        |
| 20 | Среднее          | село                            | ↘109      |
| 21 | Степановка       | деревня                         | 0         |
| 22 | Суровцев         | посёлок, административный центр | 434       |
| 23 | Сухотиновка      | село                            | 21        |
| 24 | Труды            | деревня                         | ↘34       |